# 水杉
水杉（學名： Hu et Cheng）又名曙杉，落叶乔木，柏科水杉属唯一现存种，中国特产的孑遗珍贵树种，第一批列为中国国家一级保护植物的稀有种类，有植物界“活化石”之称。

## 发现经过及分布
已经发现的化石表明水杉属在中生代白垩纪及新生代曾广泛分布于北半球，水杉屬在中生代白堊紀和新生代約有6至7種，但在第四纪冰期以后，同属于水杉属的其他物種因氣候變冷而全部灭绝。而中国四川、湖南、湖北边境地带因地形走向复杂，受冰川影响小，使水杉得以留存。
水杉生長在河流兩旁、濕潤山坡及溝谷中栽培，野生水杉常與杉木、茅栗、錐栗、楓香、漆樹、燈檯樹、響葉楊、利川潤楠等樹種混生。

### 发现经过
1939年，时为日本京都大学讲师的三木茂博士（1901－1974）发现了一种和红杉（Sequoia）相近而又不太一样的植物化石，1941年发表的时候命名为Metasequoia，Meta为变化、改变之意，以示和红杉姊妹关系。
1941年冬天，國立中央大學森林系教授干鐸由湖北西部前往重慶途中，在路過境內的謀道鎮時，他在一條名為“磨刀溪”的小溪旁發現有一株較為奇特而不常見的大樹，當地俗稱“水桫”，引起了他的注意。當時樹葉已經全數落下，故未能取到標本。
1943年7月21日，农林部中央林业实验所技工王战（1911－2000）由战时的陪都重庆赴湖北当时的省会恩施接洽有关去神农架考察事宜；路过四川省万县（今重庆市万州区）时从万县高农校杨龙兴（1913－1999）处得知磨刀溪（现称谋道，隶属湖北省利川市）有“神树”存在；于是王战等改变原计划水路而走陆路赴恩施，第三天到达磨刀溪并找到此树，并于7月21日正式采得水杉枝葉、果實标本。回到重庆后，王战认为是水松（Glyptostrobus pensilis），并存放于标本室。
1945年夏，王戰將一小枝水杉和兩個果實送給了吳中倫帶回學校，並交給中央大學森林系樹木學教授鄭萬鈞（1904－1983）鑒定，郑万钧教授见到标本后认为不是水松，而是新类群，后与中央林业实验所所长韩安（韩竹坪，1886－1961）暂定名为Chieniodendron sinense。
1946年4月、5月间，在北平的静生生物调查所所长胡先骕（1894－1968）将郑万钧寄来的水杉标本鉴定为三木茂发表的化石Metasequoia。
1948年5月，胡先驌和鄭萬鈞聯名在《靜生生物調查所汇报》新一卷第二期中發表《水杉新科及生存之水杉新種》，確定了水杉學名以及其在植物進化系統中的重要位置，得到了國內外植物學、樹木學和古生物學界的關注、重視和高度評價。
原认为早已灭绝只存在于化石之中的水杉（Metasequoia），在中国被发现存在现存种的消息传出以后，各国植物学者和古植物学者对此产生了极大的兴趣。美国加州大学伯克利分校古生物系主任Dr. Ralph Works Chaney（1890－1971）于1948年专程来华实地考察水杉。水杉发现的经过经各种媒体广泛报道进而为世人所知，被视为植物学的重大发现。

### 分布
在歐洲、北美和東亞，從晚白堊紀至始新世的地層中均發現過水杉化石，約在250萬年前的冰期以後，水杉屬幾乎全部絕跡，僅存水杉一種，現今天然只分布于中國湖北利川市磨刀溪、重庆、湖南三省交界的利川、石柱、龙山三县的局部地区，垂直分布一般为海拔800－1500米，生長在氣候溫和、夏秋多雨、酸性黃壤土地區。后经引进到到世界各地予以栽培，北京植物园樱桃沟中亦有生长。

## 形态特征

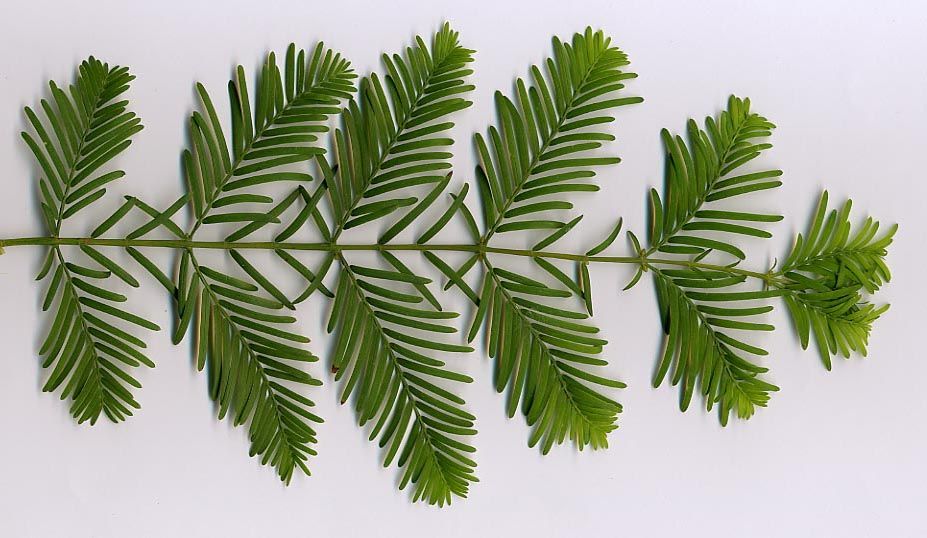
水杉的枝葉，可看到對生的結構

落叶大乔木；高可达35米，直径可达2.5米。幼树树冠尖塔形，老树则为广圆头形。樹干基部多為膨大，樹皮灰色、灰褐色或暗灰色，幼樹樹皮裂成薄片脫落，大樹樹皮裂成長條狀脫落，內皮為淡紫褐色、灰色或灰褐色；大枝近轮生，小枝对生，下垂，一年生枝初為綠色，後為淡褐色，二、三年生枝灰褐色，枝的表皮层常成片状剥落，侧生短枝长4－10厘米，冬季与叶俱落。叶扁平条形，长1－2厘米，宽1.5－2毫米，淡绿色，表面中脉凹，背面隆起，每边4－8条气孔线，小葉互相对生成两列，羽状，冬季与侧生无芽的小枝一起脱落。
球花单性，雌雄同株，单生叶腋；雄球花单生于枝顶和侧方，排成总状或圆锥状花序状，有很短的柄，雄蕊20，交互对生，各有3个花药；雌球花单生于去年生枝顶或近枝顶，有短柄，珠鳞22－28，交互对生。
球果下垂，近四棱圆球形或短圆柱形，有长柄，长1.8－2.5厘米，熟时深褐色；种鳞木质，盾形，鳞顶扁菱形，
中央有一条横槽，宿存，交互对生，通常为22－28个；中部种鳞各有种子5－9。种子倒卵形，扁平，周围有窄翅，先端有凹缺。子叶2，出土。花期2月下旬，果实11月成熟。幼苗子葉數目為2片。
全世界約50個國家和地區引種栽培，栽培地北達北緯60度的聖彼得堡及阿拉斯加等地，水杉在零下34℃及47℃的低溫也能在野外越冬生長。

## 種植
水杉十分耐寒，生長迅速，需水量較大，適應力較強，能短暫承受40°C高温和零下30°C的嚴寒， 春夏季為生長期，秋冬季落葉休眠。水杉適合生長於陽光充足、溫暖濕潤的山谷或山麓地勢平緩、土層深厚、稍有積水的地方，不耐乾旱貧瘠，較耐水澇。

## 親緣
水杉最接近的近親是同屬紅杉亞科（Sequoioideae）的加州紅木及巨杉，分別分佈在北美洲美國西岸的加州及內華達山脈西側。

## 其他
1984年，武汉市将水杉定为市树。

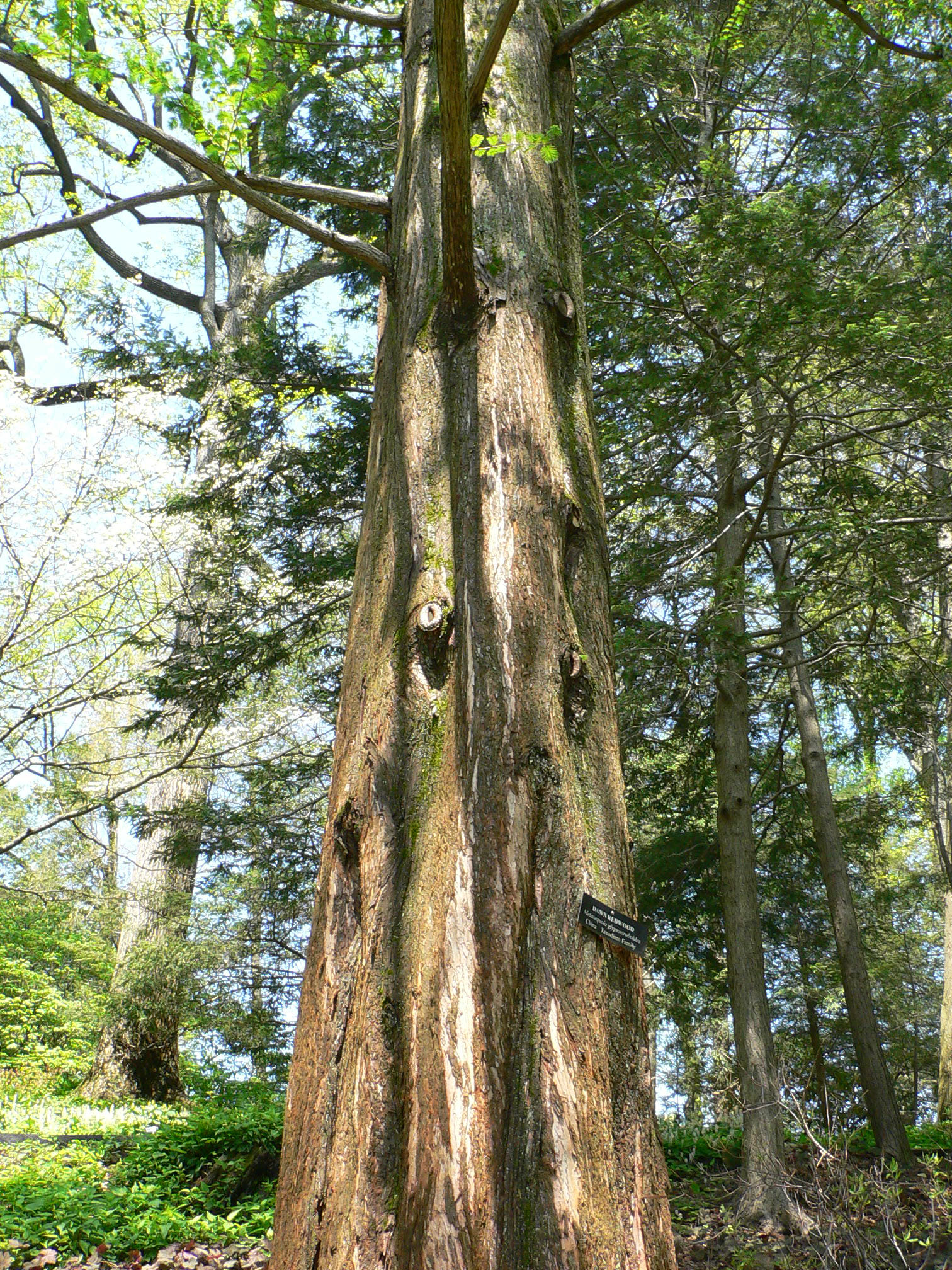
树干
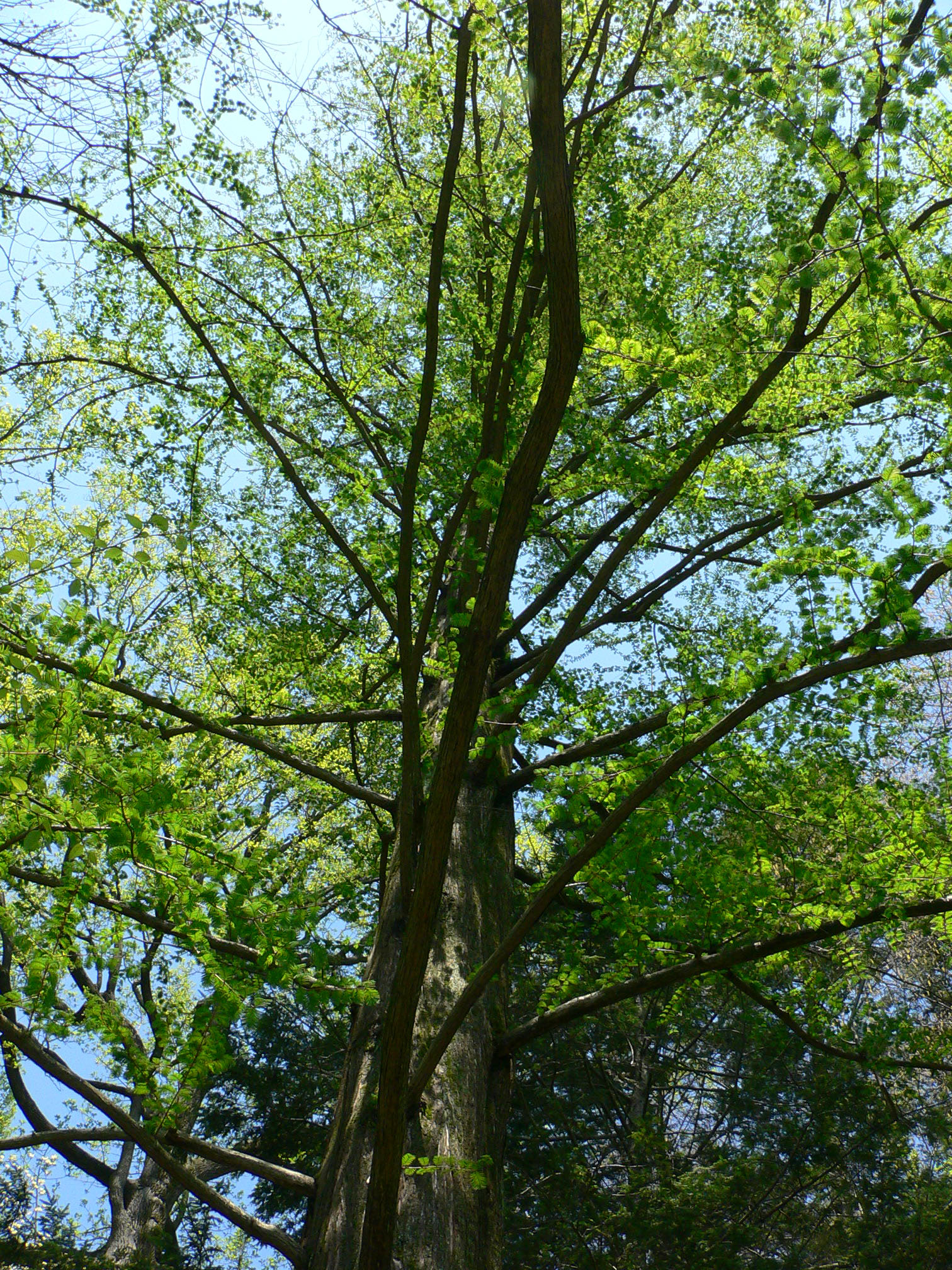
树干和枝
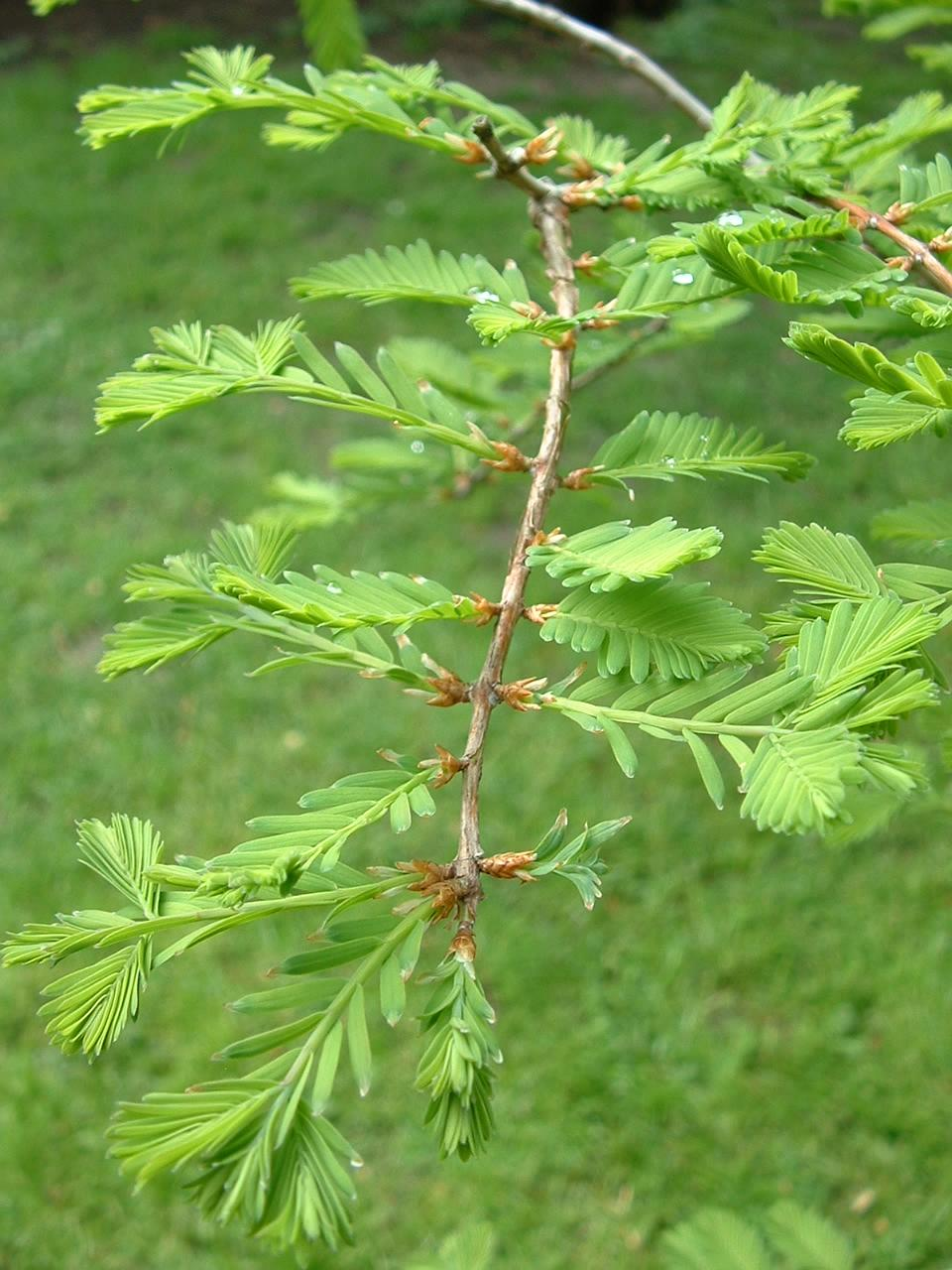
树枝
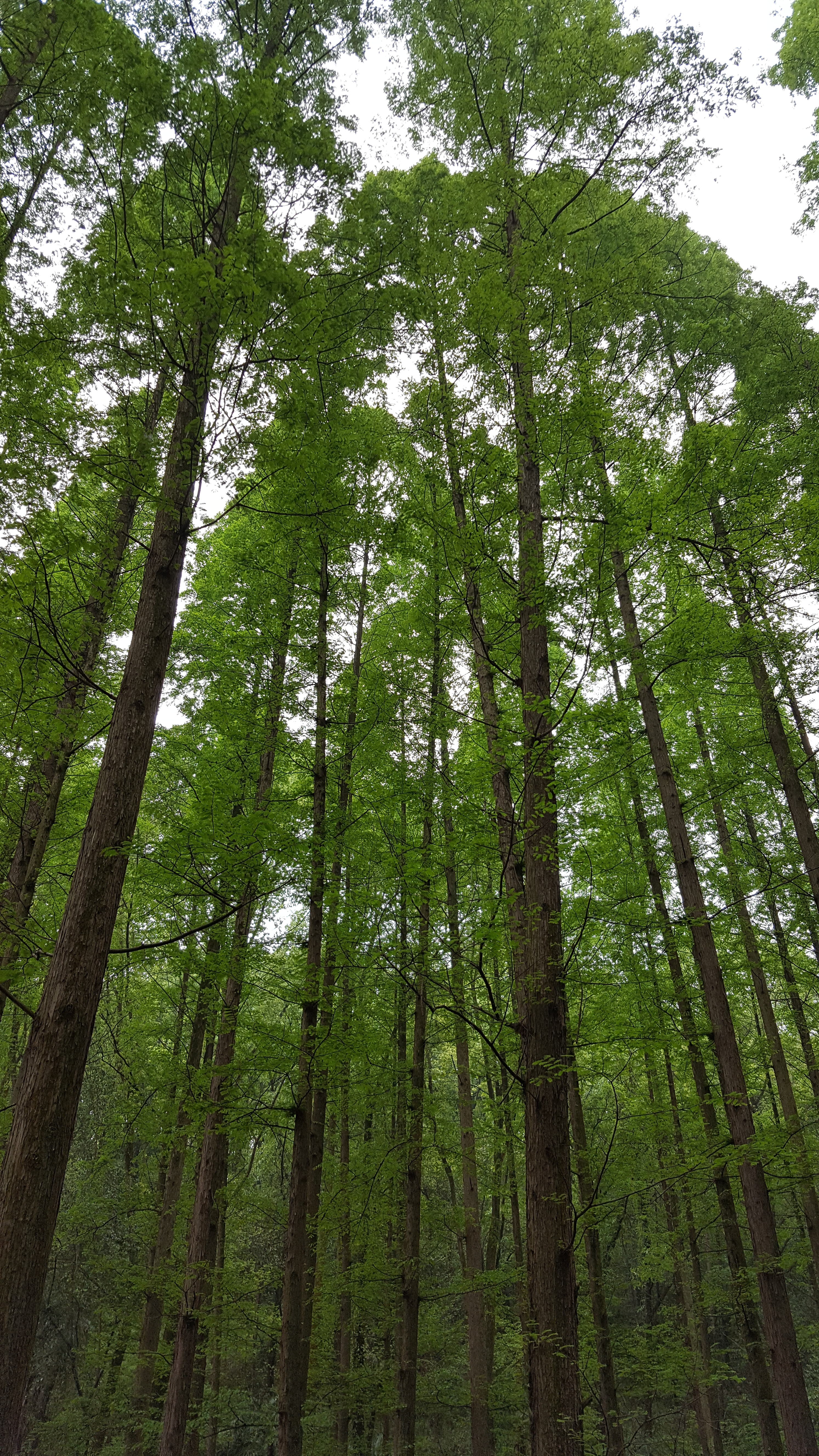
水杉林

## 用途
- 水杉生长迅速，是郊区、风景区绿化的重要树种
- 材质淡红褐色，轻软，美观，但不耐水湿，可供建筑、板料及室内装饰
- 树冠呈圆锥形，姿态优美，枝叶繁茂，叶色秀丽，秋叶转棕褐色，亦常作庭园观赏树

## 扩展阅读
- 維基物種上的相關：水杉